# 殉国七士廟
殉国七士廟（じゅんこくしちしびょう）は、愛知県西尾市東幡豆町の三ヶ根山にある廟。東京裁判の判決によって処刑された7名の軍人・政治家を祀っている。高さ5メートル程の石碑に「殉国七士墓」と、岸信介の揮毫が彫られている。7人の遺骨は実際に碑石の下に埋まっているとされている。

## 由緒
弁護士の三文字正平は、1952年（昭和27年）のサンフランシスコ平和条約締結と同時に廟の建設運動を開始した。1958年（昭和33年）4月28日、東京の日比谷で開かれた極東国際軍事裁判弁護団解散記念会で墓碑建設が正式に発表された。
公表後、地元の形原町役場（現在の蒲郡市西部市民センター）には、「明るく楽しい観光地におくとは何事だ。平和な三河山頂に、暗い恥ずかしい思い出につながる記念碑を建てるのは、許すことは出来ない」などといった投書が殺到し、アメリカ合衆国国務省も廟の建設に懸念を表したが、幡豆町側の「一躍有名になれば観光価値からいっても上々だ」という意見もあり、1960年（昭和35年）6月29日に廟が建設され、同年8月16日に墓前祭が実現した。

## 被祀者

### 軍人
- 東条英機
- 土肥原賢二
- 板垣征四郎
- 木村兵太郎
- 松井石根
- 武藤章

### 文官
- 広田弘毅

## 交通
有料道路三ヶ根山スカイライン内にある。公共交通機関は無いため、自動車で行く必要がある。ただし、三ヶ根山自体は低山ハイキングの対象となる山なので、近隣の鉄道駅から歩いたハイカーも訪れる場所である。
東名高速道路岡崎インターチェンジから
国道1号→愛知県道327号市場福岡線→愛知県道480号美合幸田線→国道248号→愛知県道383号蒲郡碧南線→三ヶ根山スカイライン経由で約45分。